# Primera Manzana de San Nicolás
Primera Manzana de San Nicolás är en ort i Mexiko.   Den ligger i kommunen Timilpan och delstaten Mexiko, i den sydöstra delen av landet, 80 km nordväst om huvudstaden Mexico City. Primera Manzana de San Nicolás ligger 2 658 meter över havet och antalet invånare är 217.
Terrängen runt Primera Manzana de San Nicolás är kuperad åt sydväst, men åt nordost är den platt. Runt Primera Manzana de San Nicolás är det ganska tätbefolkat, med 75 invånare per kvadratkilometer. Närmaste större samhälle är Atlacomulco, 16,0 km sydväst om Primera Manzana de San Nicolás. I omgivningarna runt Primera Manzana de San Nicolás växer i huvudsak blandskog.